# Flughafen Vágar

i8
i11
i13

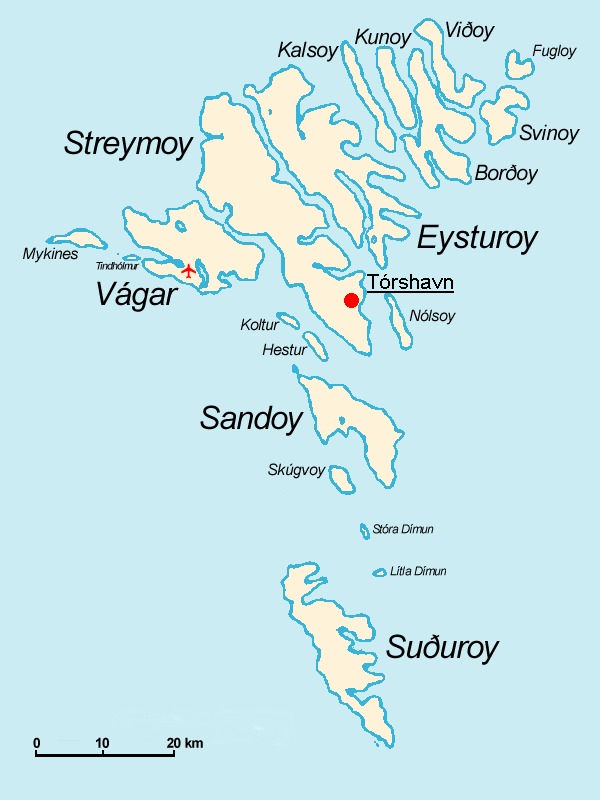
Lage des Flughafens Vágar

Der Flughafen Vágar (färöisch Vága Floghavn, IATA-Code: FAE, ICAO-Code: EKVG) ist der einzige Flughafen der Färöer und als Verkehrsflughafen neben dem internationalen Fährverkehr mit der Norröna eines der Tore zur Außenwelt. Er befindet sich auf der westlichen Insel Vágar und ist Heimat der färöischen Fluggesellschaft Atlantic Airways. Nächster Ort mit Einkaufs- und Übernachtungsmöglichkeiten ist Sørvágur (1,5 km westlich).

## Geschichte
Der Flughafen entstand während der britischen Besetzung der Färöer im Zweiten Weltkrieg ab 1940. Der Offizier Leo Maxton war ab 1941 damit beschäftigt, einen geeigneten Platz für einen Flughafen zu finden. Seine Wahl fiel auf Vágar, wo eine ausreichend große ebene Fläche und günstige Einflugschneise vorhanden ist. Im Herbst 1942 landete hier das erste Flugzeug. Ursprünglich waren zwei sich kreuzende Startbahnen geplant, doch 1943 änderte sich die strategische Lage im Nordatlantik, so dass es bei der einen Piste blieb. Nach dem Krieg wurde der Flughafen dem Løgting übereignet.
Daneben wurde auch der östlich angrenzende Binnensee Sørvágsvatn als Wasserflughafen benutzt. Zuletzt diente er 2005 der Notwasserung eines Wasserflugzeugs, dessen Fahrwerk nicht ausfuhr.
Der Betrieb des Flughafens wurde mit dem Ende des Krieges zunächst eingestellt und erst 1963 auf Privatinitiative von Hugo Fjørðoy und Lars Larsen aus dem Nachbarort Sørvágur hin wieder eröffnet. Die beiden kooperierten mit der isländischen Fluggesellschaft Icelandair, die anfing, zweimal wöchentlich mit einer DC-3 die Route Reykjavík-Vágar-Bergen-Kopenhagen zu befliegen. Eine weitere Linie flog nach Glasgow und zurück. Das war der Anfang für die Färinger, erstmals Flugreisen von ihrem Archipel aus zu unternehmen.
Die Konzession wurde in den folgenden Jahren von der dänischen Fluggesellschaft Mærsk Air übernommen. Seit 1988 konkurrierte sie mit der einheimischen Atlantic Airways, was zu einer Senkung der Flugpreise führte. Mit dem Vágartunnel verkürzt sich seit 2002 die Auto- bzw. Busreise in die Hauptstadt Tórshavn um eine Stunde auf etwa eine Stunde (Bus ca. 55 min). Maersk stellte seine Färöerflüge Ende 2004 ein, da sie den taktischen Fehler begangen hatten, keine Bonuspunkte anzubieten, wie es Atlantic Airways tat. 2006 hatte Letztere wieder einen Konkurrenten, diesmal einen einheimischen, nämlich die private FaroeJet, die mit einer Maschine täglich nach Kopenhagen flog und schon Ende des Jahres Konkurs anmelden musste.
Mit der Unterzeichnung des Übernahmegesetzes vom 4. April 2005 ging der Flughafen von Dänemark in das Eigentum des färöischen Staates über.
Im Herbst 2016 kündigte die skandinavische Fluggesellschaft SAS an, ab Ende März 2017 einmal pro Tag den Flughafen in Vágar von Kopenhagen aus anzufliegen.

## Entwicklung der Reisendenzahl
Seit Atlantic Airways Ende der 1980er Jahre den Betrieb aufgenommen hat, erhöhte sich die Zahl der Reisenden beständig. Im Jahr 2006 wurde erstmals die Zweihunderttausendermarke überschritten und 2015 wurden dreimal so viele Reisekunden befördert wie 25 Jahre zuvor.
| Jahr | Zahl der Passagiere |
| ---- | ------------------- |
| 1988 | 108.448             |
| 1990 | 92.167              |
| 1992 | 94.319              |
| 1994 | 90.945              |
| 1996 | 109.698             |
| 1998 | 121.847             |
| 2000 | 143.208             |
| 2002 | 156.895             |
| 2004 | 166.333             |
| 2006 | 208.254             |
| 2008 | 221.942             |
| 2010 | 199.988             |
| 2012 | 225.532             |
| 2014 | 250.287             |
| 2015 | 276.385             |
| 2017 | 341.388             |
| 2018 | 377.813             |
| 2019 | 424.281             |
| 2020 | 179.778             |
| 2021 | 239.085             |
| 2022 | 406.453             |
| 2023 | 431.079             |
| 2024 | 444.035             |

## Flugziele
Atlantic Airways bietet mit Stand Juni 2022 ab Vágar Flüge an – zum Teil saisonal – nach:
- Aalborg, Flughafen Aalborg (AAL)
- Barcelona, Flughafen Barcelona-El Prat (BCN)
- Billund, Flughafen Billund (BLL)
- Edinburgh, Flughafen Edinburgh (EDI)
- Gran Canaria, Flughafen Gran Canaria (LPA)
- Kopenhagen, Flughafen Kopenhagen-Kastrup (CPH)
- Mallorca, Flughafen Palma de Mallorca (PMI)
- Oslo, Flughafen Oslo-Gardermoen (OSL)
- Paris, Flughafen Paris-Charles-de-Gaulle (CDG)
- Reykjavík, Flughafen Keflavík (KEF)

## Hubschrauber-Inlandsflüge
Atlantic Airways bietet Inlandsflüge mit Hubschraubern zu den entlegeneren Dörfern der Inselgruppe an. Die Linienflüge finden dreimal wöchentlich statt. Reservierungen sind erforderlich.
Neben dem Personenverkehr stehen die Hubschrauber im Search-and-Rescue-Einsatz (SAR). In dem Fall befinden sich zusätzlich zu den beiden Piloten ein Rettungstaucher und ein Verantwortlicher für die Seilwinde an Bord. In den 1990er-Jahren kam es zu einem Unfall, als ein Hubschrauber nach einem SAR-Einsatz von Klaksvík nach Tórshavn an einem Berg zerschellte. Alle Besatzungsmitglieder kamen dabei ums Leben.

## Zwischenfälle
- Am 26. September 1970 verunfallte eine Fokker F-27-300 der Flugfélag Íslands (Luftfahrzeugkennzeichen TF-FIL) beim Anflug auf den Flughafen Vágar auf der Insel Mykines, weil die Crew den Sinkflug bei Nebel zu früh eingeleitet hatte. Bei dem Unfall kamen der Kapitän und 7 Passagiere, die sich vorne links in der Maschine befunden hatten, ums Leben. 26 Passagiere und Besatzungsmitglieder überlebten, teilweise schwer verletzt. Drei leichter verletzte Passagiere gingen zu Fuß etwa eine Stunde zur Siedlung Mykines, um Hilfe zu holen.[5]

- Am 25. Januar 1975 verunfallte eine Fokker F-27-600 der dänischen Maersk Air (Luftfahrzeugkennzeichen OY-APD) bei der Landung auf dem Flughafen Vágar. Es herrschte ein leichter Seitenwind mit 9 Knoten und eine Rückenwindkomponente von 6 Knoten, als die Maschine immer weiter nach links von der Landebahn abdriftete und schließlich im Gelände 85 Meter daneben aufschlug. Die mit Wasser und Eis bedeckte Landebahn war nur 1100 Meter lang. Das Flugzeug wurde irreparabel beschädigt. Alle 26 Insassen, die vier Besatzungsmitglieder und 22 Passagiere, überlebten den Unfall.[6]

## Klimadiagramm
| Flughafen Vágar 1968–1997    | Jan | Feb | Mar | Apr | Mai | Jun  | Jul  | Aug  | Sep  | Okt | Nov | Dez | Jahr |
| ---------------------------- | --- | --- | --- | --- | --- | ---- | ---- | ---- | ---- | --- | --- | --- | ---- |
| Tagestemperatur (°C)         | 4,8 | 4,8 | 5,2 | 6,4 | 8,8 | 10,8 | 12,1 | 12,3 | 10,4 | 8,6 | 6,1 | 5,3 | 8,0  |
| Durchschnittstemperatur (°C) | 2,7 | 2,7 | 3,1 | 4,3 | 6,6 | 8,7  | 10,2 | 10,4 | 8,6  | 6,8 | 4,2 | 3,3 | 6,0  |
| Nachttemperatur (°C)         | 0,5 | 0,6 | 0,9 | 2,1 | 4,4 | 6,6  | 8,3  | 8,5  | 6,7  | 4,8 | 2,1 | 1,1 | 3,9  |
| Niederschlag (mm)            | 163 | 122 | 141 | 120 | 83  | 81   | 115  | 133  | 151  | 164 | 140 | 142 | 1555 |
| Niederschlagstage            | 23  | 19  | 21  | 18  | 13  | 11   | 15   | 18   | 19   | 20  | 18  | 20  | 215  |